# Complément d'objet indirect
Pour les articles homonymes, voir COI.
Dans la syntaxe traditionnelle de certaines langues, le complément d’objet indirect (COI), appelé aussi complément indirect ou objet indirect est un constituant de la phrase simple ou de la proposition membre d’une phrase complexe, difficile à définir, à cause de son caractère hétérogène du point de vue de la forme et de son contenu,. Il a des définitions différentes dans des grammaires de diverses langues, mais aussi dans celles d’une même langue, en fonction de plusieurs points de vue : sémantique, morphologique et structurel. Certaines grammaires, même traditionnelles, ne prennent pas en compte un tel complément.
L’une des définitions générales du COI est donnée par contraste avec celle du complément d'objet direct (COD). Alors que celui-ci est impliqué dans l’action en tant qu’objet sur lequel s’exerce cette action, le COI y est lui aussi impliqué, mais en tant qu’objet en liaison avec lequel l’action est effectuée.
Selon une autre définition générale, qui part du sens du verbe régissant, également en contraste avec la définition du COD, qui complète le sens des verbes transitifs directs, le COI complète le sens des verbes transitifs indirects, sauf dans le cas des verbes ayant le sens de « donner » et de « dire », qui sont ditransitifs, pouvant avoir les deux types de compléments.
Dans des grammaires du français, le COI est défini toujours en contraste avec le COD, mais d’un point de vue structurel. Leurs dénominations sont prises à la lettre, c’est-à-dire le COD est celui qui est relié à son régissant sans préposition, s’il est exprimé par un nom ou un pronom disjoint, alors que le COI y est connecté par une préposition, sauf s’il est exprimé par un pronom conjoint.
Une autre définition structurelle est formulée également par contraste avec le COD, du moins dans des grammaires de langues dans lesquelles le verbe peut être à la voix passive. Le COD d’un verbe actif peut être sujet lorsque le verbe devient passif, ce qui n’est pas le cas du COI,.
Le COI peut être plus facilement délimité du COD, du complément d'agent et de certains compléments circonstanciels, que de certains autres compléments considérés comme circonstanciels, et ce en prenant en compte tous les traits sémantiques, morphologiques et structurels qu’on peut lui trouver. Certains linguistes mettent même en doute l’utilité de le délimiter.

## Les régissants du COI
Le COI peut déterminer tout d’abord un verbe. Celui-ci peut être transitif indirect. Exemples :
- (fr) La grêle a nui aux récoltes[9] ;
- (en) This occurred to me « Cela m’est arrivé (à moi) »[2] ;
- (ro) Opinia dumitale contravine realității « Votre opinion contrevient à la réalité »[10] ;
- (sr) Nisam mislio na vas « Je n’ai pas pensé à vous »[6].

Le verbe régissant peut aussi être ditransitif, et alors le COI se trouve en présence d’un COD. Dans ce cas, la tradition scolaire française parle de complément d'objet second (COS) :
- (fr) donner une pomme à un enfant[1] ;
- (en) John gave Mary the book « John a donné le livre à Mary »[2] ;
- (ro) Se va atribui cuiva un premiu de consolare? « Attribuera-t-on à quelqu’un un prix de consolation ? »[10] ;
- (cnr) Izdala je sobu dvjema studentkinjama « Elle a loué une chambre à deux étudiantes »[11].

En fonction du sens du verbe, le COI peut être essentiel, c’est-à-dire indispensable pour que la phrase soit correcte (ex. L’accident résulte de votre imprévoyance, donner une pomme à un enfant), ou non essentiel : J’ai cueilli des fleurs pour vous.

## Nature des mots exprimant le COI
Dans la plupart des cas, le COI est exprimé par un mot de nature nominale, c’est-à-dire un nom, un mot substantivé (adjectif, numéral) ou un pronom :
- (fr) Les cambrioleurs ont profité de mon absence, J’ai cueilli des fleurs pour vous[1] ;
- (en) The man bought the woman a diamond ring « L’homme a acheté une bague à diamant pour la femme », We send you a cheque « Nous t’/vous envoyons un chèque »[13] ;
- (ro) I-a adus apă bunicii « Il/Elle a apporté de l’eau à grand-mère », Li s-a spus la amândoi să vină « On a dit à tous les deux de venir », Și-a amintit de tine « Il/Elle s’est souvenu de toi »[14] ;
- (sr) Sve zavisi od rezultata « Tout dépend du résultat », Više ga se ne plašim « Je n’ai plus peur de lui »[6].

Plus rarement, le COI est une forme nominale du verbe. En français et en anglais, c’est en général l’infinitif : (fr) Elle se force à manger. 
En roumain, l’infinitif est rarement utilisé en tant que COI, et il est toujours remplaçable par une proposition subordonnée COI, ex. M-am săturat a vorbi degeaba « J’en ai assez de parler en vain ». Par contre, le gérondif est plus fréquent dans cette fonction : Nu mă mai satur citind « Je n’en ai jamais assez de lire ». Une autre forme nominale, appelé supin, équivalente en français à l’infinitif avec la préposition à, peut également être COI : M-am apucat de făcut conserve « Je me suis mis(e) à faire des conserves ».
Parmi les langues standard issues du Serbo-croate (bosnien, croate, monténégrin et serbe, abrégées BCMS), le croate ressemble au français par sa préférence pour l’infinitif COI, alors que le serbe, comme le roumain, préfère la subordonnée correspondante. Cependant, ces préférences ne sont exclusives ni en croate ni en serbe : Spremao se dočekati (infinitif) goste vs. Spremao se da dočeka (verbe à l’indicatif présent) goste « Il/Elle se préparait à recevoir des invités ».
À la différence des autres langues mentionnées ici, en roumain, le COI peut être exprimé par un adjectif possessif aussi : Ați complotat contra mea « Vous avez comploté contre moi ».

## Structures à COI

### Sans préposition
Dans les langues qui présentent un degré relativement élevé de synthétisme, ayant une déclinaison, le COI est souvent au cas datif sans préposition :
- (ro) Gheorghe scrie Mariei « Gheorghe écrit à Maria », Vă povestesc totul « Je vous raconte tout »[10] ;
- (cnr) Zahvaljujemo svim dobročiniteljima « Nous remercions tous les bienfaiteurs »[5],[17], (sr) Ne prija mi sladoled « La glace ne me fait pas du bien »[6].

Dans une langue comme le français, qui n’a plus de déclinaison, seuls les pronoms personnels conjoints peuvent être des COI sans préposition, dont ceux qui ont des formes différentes de celles qu’ils ont en fonction de sujet, sont des vestiges de la déclinaison : Un malheur m’est arrivé, Une idée lui est venue.
Dans des langues comme BCMS, le COI sans préposition peut être à d’autres cas que le datif :
- au génitif : (sr) Seti se obećanja « Souviens-toi de ta promesse »[6] ;
- à l’instrumental : (cnr) Bavi se naučnim radom « Il/Elle s’occupe de travail scientifique »[19].

### Avec préposition
Dans les langues ayant un degré relativement réduit de synthétisme, sans déclinaison, les prépositions sont le moyen principal de formation du COI avec des mots de nature nominale, sauf les pronoms conjoints. Le français est une langue dans laquelle c’est toujours le cas : nuire à son prochain, Je compte sur vous.
En roumain, langue plus synthétique que le français et moins synthétique que BCMS, beaucoup de COI sont construits avec diverses prépositions, surtout avec des mots au cas accusatif qui, en fait, ne se distingue que très rarement par sa forme du cas nominatif, ce qui rapproche les constructions en cause de celle du français : Am primit scrisoare de la părinți « J’ai reçu une lettre de mes parents », M-am adresat către director « Je me suis adressé(e) au directeur », Copilul seamănă cu mama « L’enfant ressemble à sa mère », Și-a amintit de tine « Il/Elle s’est souvenu de toi ». Plus rares, il y a aussi des COI au cas génitif avec préposition : Nevoile s-au abătut asupra casei lor « Les malheurs se sont abattus sur leur maison ».
En BCMS il y a aussi des COI avec préposition, au cas génitif [(sr) Sve zavisi od rezultata « Tout dépend du résultat »], à l’accusatif [(cnr) Ljutim se na vas « Je suis fâché contre vous »], à l’instrumental [(sr) Nastavićemo s vežbama « Nous allons continuer avec des exercices »] ou au locatif : (bs) O vama će se puno pisati « On écrira beaucoup sur vous ».

### Constructions avec plus d’un objet
Les constructions des verbes ditransitifs comprenant un COD et un COI, sont fréquentes. Un tel COI est appelé « d’attribution » ou « objet second » (par rapport au COD qui est alors appelé « objet premier ») :
- (fr) Je me (COI) coupe une tranche (COD) de jambon[23] ;
- (en) I can show it (COD) to you (COI) « Je peux te le/la montrer »[24] ;
- (ro) A mărturisit totul (COD) mamei (COI) « Il/Elle a tout confessé à sa mère »[10] ;
- (hr) Ja sam joj (COI) oduzeo nešto (COD) « Je lui ai arraché quelque chose (à elle) »[25].

Certains verbes peuvent avoir deux COI :
- (fr) un secret dont j’ai hérité de mon grand-père[1] ;
- (ro) Ți-am vorbit despre ea « Je t’ai parlé d’elle », Din urs s-a prefăcut în om « D’ours il s’est transformé en homme »[3] ;
- (cnr) Zahvalite im za brigu « Remerciez-les pour leur préoccupation »[26].

Il y a aussi des cas où le verbe a un COD et deux COI, donc trois objets : l’un correspondant au COD (l’objet attribué), un autre correspondant au COI qui exprime celui qui reçoit l’objet attribué sans être son bénéficiaire, et un autre encore, exprimant le bénéficiaire. Exemple en peul: Duudu hokkanii Buuba Muhammadu ceede « Duudu a donné de l’argent à Muhammadu, pour Buuba ». Le verbe hokkanii contient un suffixe, -an-, qui se réfère spécifiquement au bénéficiaire.

### Redoublement du COI
Dans certaines langues, comme le français ou le roumain, il y a des cas de redoublement du COI exprimé par un mot à sens lexical ou un pronom disjoint, et anticipé ou repris par un pronom conjoint correspondant, sans qu’il s’agisse de deux COI.
En français, c’est seulement un procédé de mise en relief d’une partie de la phrase : On ne peut jamais lui demander un service, à lui (anticipation), Toi, on t’a pas demandé ton avis (reprise).
En roumain il y a des cas d’anticipation et de reprise facultatives ou obligatoires, avec ou sans mise en relief :
(I-)am dat-o altuia « Je l’ai donnée à un autre » [littéralement « (Lui) ai donnée-la à autre] – anticipation facultative sans mise en relief ;
Îi e somn copilului « Il a sommeil, l’enfant » – anticipation obligatoire pour mettre en relief le mot somn « sommeil » ;
Cui (îi) dai cartea? « À qui donnes-tu le livre ? » – reprise facultative sans mise en relief ;
Copilului îi e somn « L’enfant a sommeil » (littéralement « À l’enfant lui est sommeil ») – reprise obligatoire sans mise en relief.

### Constructions équivalentes

#### Constructions avec des COI
À part l’équivalence mentionnée plus haut entre construction avec un COI et construction avec une proposition subordonnée complément d’objet indirect, il existe deux types de constructions équivalentes avec des COI, l’une sans préposition, l’autre avec préposition.
En français il y a une telle équivalence seulement lorsque le COI est exprimé par un pronom personnel. Le pronom conjoint est placé sans préposition avant le verbe, et le pronom disjoint, avec une préposition, après le verbe : Je vous ai cueilli cette rose – J’ai cueilli des fleurs pour vous.
En roumain il y a deux telles situations. L’une est analogue à celle du français : Îți seamănă « Il/Elle te ressemble – Seamănă cu tine litt. « Ressemble avec toi ». Dans l’autre, c’est le nom au datif qui est équivalent au nom avec préposition à l’accusatif : Construcția corespunde regulii/cu regula « La construction correspond à la règle », liniște necesară studiului/pentru studiu « calme nécessaire à l’étude ».
En anglais il peut s’agir du nom ou du pronom personnel sans préposition placé juste après le verbe et suivi du COD, ou placé avec une préposition après le COD :
The woman gave the boy a book – The woman gave a book to the boy « La femme a donné un livre au garçon » ;
You can even send us a letter « Vous pouvez même nous envoyer une lettre » – Send the copy to us « Envoyez-nous la copie ».

#### Construction avec un COI et construction avec un autre constituant
Certains verbes peuvent régir un COI ou un COD en gardant totalement ou presque totalement leur sens avec les deux types de CO :
- (fr) Aidez-lui à soulever ce fardeau – Il aide sa femme ; applaudir à une initiative – applaudir un acteur[32] ;
- (ro) a-i ajuta cuiva – a-l ajuta pe cineva « aider à quelqu’un – aider quelqu’un », a-și aminti de ceva – a-și aminti ceva « se souvenir de quelque chose – se rappeler quelque chose », a privi la ceva – a privi ceva « regarder quelque chose » ; Te împrumut cu doi lei – Îți împrumut doi lei « Je te prête deux lei » ; Mă rog de tine – Te rog « Je te prie »[33].

Pour exprimer la possession, un COI pronom personnel est parfois équivalent à un adjectif possessif déterminant dans un groupe nominal COD. En français, cette équivalence est en général limitée aux parties du corps : Le cœur lui battait… – Son cœur battait….
Dans les grammaires roumaines et BCMS, on dit que ce pronom personnel est au datif possessif. Il a un emploi plus étendu qu’en français : (cnr) Đeca su joj dobro (litt. « Enfants sont lui bien ») – Njezina su đeca dobro « Ses enfants (à elle) vont bien ».
En roumain, le pronom personnel de la 3e personne au datif peut être équivalent à l’adjectif possessif et au pronom personnel de la même personne au génitif, en fonction de complément du nom : Îi apreciez eforturile (litt. « Je lui apprécie les efforts ») – Apreciez eforturile sale « J’apprécie ses efforts » – Apreciez eforturile lui/ei (litt. « J’apprécie les efforts de lui / d’elle »).

## Sémantisme du COI
La difficulté de délimiter le COI selon des critères sémantiques ressort des différences de vues entre diverses grammaires traditionnelles, non seulement de langues différentes, mais aussi d’une même langue, concernant l’inclusion de certains compléments parmi les COI ou parmi les compléments circonstanciels. D’ailleurs, Grevisse et Goosse 2007 affirme qu’il n’est pas indispensable de trancher dans les cas douteux.
Selon une grammaire roumaine, Avram 1997, le COI a pour sens fondamental d’exprimer l’objet auquel on attribue ou on adresse quelque chose. D’autres sens sont plus ou moins proches du sens fondamental : objet de destination, objet de référence, objet de l’attachement ou de la séparation, objet de la ressemblance, objet de l’attitude, objet de l’intériorisation, source d’une action, point de départ ou d’aboutissement d’une transformation, objet visé par un échange, objet d’une sélection, etc.
Divers linguistes séparent du COI des compléments qu’ils considèrent comme circonstanciels. Pour Avram 1997, par exemple, ce sont les compléments sociatif, de relation, d’opposition, cumulatif et d’exception. De ceux-ci, seul le CC d’opposition se trouve dans Grevisse et Goosse 2007, par exemple, qui a renoncé à prendre en compte vingt-et-un types de CC sur les vingt-neuf pris en compte dans son édition de 1980. Selon une autre grammaire roumaine, Coteanu 1982, les compléments qui expriment la relation, l’association, la réciprocité, l’instrument, le cumul, l’exception, la concession et la condition peuvent être considérés comme des COI.

## Sources bibliographiques
- (ro) Avram, Mioara, Gramatica pentru toți [« Grammaire pour tous »], Bucarest, Humanitas, 1997  (ISBN 973-28-0769-5)
- (hr) Barić, Eugenija et al., Hrvatska gramatika [« Grammaire croate »], 2de édition revue, Zagreb, Školska knjiga, 1997  (ISBN 953-0-40010-1)
- (ro) Bărbuță, Ion et al., Gramatica uzuală a limbii române [« Grammaire usuelle du roumain »], Chișinău, Litera, 2000  (ISBN 9975-74-295-5) (consulté le 22 mars 2019)
- (en) Bussmann, Hadumod (dir.), Dictionary of Language and Linguistics [« Dictionnaire de la langue et de la linguistique »], Londres – New York, Routledge, 1998  (ISBN 0-203-98005-0) (consulté le 22 mars 2019)
- (cnr) Čirgić, Adnan ; Pranjković, Ivo ; Silić, Josip, Gramatika crnogorskoga jezika [« Grammaire du monténégrin »], Podgorica, Ministère de l’Enseignement et des Sciences du Monténégro, 2010  (ISBN 978-9940-9052-6-2) (consulté le 22 mars 2019)
- (ro) Coteanu, Ion, Gramatica de bază a limbii române [« Grammaire de base du roumain »], Bucarest, Albatros, 1982 (consulté le 25 mars 2023)
- (en) Crystal, David, A Dictionary of Linguistics and Phonetics [« Dictionnaire de linguistique et de phonétique »], 4e édition, Blackwell Publishing, 2008  (ISBN 978-1-4051-5296-9) (consulté le 25 mars 2023)
- Dubois, Jean et al., Dictionnaire de linguistique, Paris, Larousse-Bordas/VUEF, 2002 (consulté le 25 mars 2023)
- (en) Eastwood, John, Oxford Guide to English Grammar [« Guide Oxford de la grammaire anglaise »], Oxford, Oxford University Press, 1994  (ISBN 0-19-431351-4) (consulté le 25 mars 2023)
- (en) Eifring, Halvor et Theil, Rolf, Linguistics for Students of Asian and African Languages [« Linguistique pour les étudiants en langues asiatiques et africaines »], Université d’Oslo, 2005 (consulté le 22 mars 2019)
- Maurice Grevisse et André Goosse, Le Bon Usage : grammaire française, Bruxelles, De Boeck Université, 2007, 14e éd., 1584 p. (ISBN 978-2-8011-1404-9, lire en ligne [PDF])
- (bs) Jahić, Dževad ; Halilović, Senahid ; Palić, Ismail, Gramatika bosanskoga jezika [« Grammaire de la langue bosniaque »], Zenica, Dom štampe, 2000 (consulté le 22 mars 2019)
- Kalmbach, Jean-Michel, Guide de grammaire française pour étudiants finnophones, Jyväskylä (Finlande), Université de Jyväskylä, 2020  (ISBN 978-951-39-8092-4) (consulté le 4 octobre 2021)
- (sr) Klajn, Ivan, Gramatika srpskog jezika [« Grammaire de la langue serbe »], Belgrade, Zavod za udžbenike i nastavna sredstva, 2005  (ISBN 86-17-13188-8) (consulté le 25 mars 2023)